# 2005年のナショナルリーグチャンピオンシップシリーズ
2005年の野球において、メジャーリーグベースボール（MLB）のポストシーズンは10月4日に開幕した。ナショナルリーグの第36回リーグチャンピオンシップシリーズ（英語: 36th National League Championship Series、以下「リーグ優勝決定戦」と表記）は、12日から19日にかけて計6試合が開催された。その結果、ヒューストン・アストロズ（中地区）がセントルイス・カージナルス（同）を4勝2敗で下し、球団創設44年目で初のリーグ優勝およびワールドシリーズ進出を果たした。
両球団がポストシーズンで対戦するのは、前年のリーグ優勝決定戦に次いで2年連続2度目。この年のレギュラーシーズンでは両球団は16試合対戦し、カージナルスが11勝5敗と勝ち越していた。今シリーズのアストロズは、第5戦でリーグ優勝まであとストライク1球という場面を作りながら逆転負けを喫したものの、第6戦で勝利してリーグ優勝を果たした。あとストライク1球でシリーズ突破決定の好機を一度は逃したものの最終的に突破を成し遂げたのは、アストロズがポストシーズン史上初である。カージナルスが翌2006年より本拠地球場を新ブッシュ・スタジアムへ移すことになっていたため、今シリーズ第6戦は旧ブッシュ・スタジアムでの最後の試合となった。シリーズMVPには、第2戦と第6戦の2試合に先発登板していずれも7.0イニングを投げ、2勝0敗・防御率1.29という成績を残したアストロズのロイ・オズワルトが選出された。しかしアストロズは、ワールドシリーズではアメリカンリーグ王者シカゴ・ホワイトソックスに3勝4敗で敗れ、初優勝を逃した。

## 試合結果
2005年のナショナルリーグ優勝決定戦は10月12日に開幕し、途中に移動日を挟んで8日間で6試合が行われた。日程・結果は以下の通り。
| 日付                                                          | 試合  | ビジター球団（先攻）       | スコア | ホーム球団（後攻）         | 開催球場               | 開催球場                                   |
| ------------------------------------------------------------- | ----- | -------------------------- | ------ | -------------------------- | ---------------------- | ------------------------------------------ |
| 10月12日（水）                                                | 第1戦 | ヒューストン・アストロズ   | 3－5   | セントルイス・カージナルス | ブッシュ・スタジアム   | ブッシュ・スタジアムミニッツメイド・パーク |
| 10月13日（木）                                                | 第2戦 | ヒューストン・アストロズ   | 4－1   | セントルイス・カージナルス | ブッシュ・スタジアム   | ブッシュ・スタジアムミニッツメイド・パーク |
| 10月14日（金）                                                |       | 移動日                     | 移動日 | 移動日                     |                        | ブッシュ・スタジアムミニッツメイド・パーク |
| 10月15日（土）                                                | 第3戦 | セントルイス・カージナルス | 3－4   | ヒューストン・アストロズ   | ミニッツメイド・パーク | ブッシュ・スタジアムミニッツメイド・パーク |
| 10月16日（日）                                                | 第4戦 | セントルイス・カージナルス | 1－2   | ヒューストン・アストロズ   | ミニッツメイド・パーク | ブッシュ・スタジアムミニッツメイド・パーク |
| 10月17日（月）                                                | 第5戦 | セントルイス・カージナルス | 5－4   | ヒューストン・アストロズ   | ミニッツメイド・パーク | ブッシュ・スタジアムミニッツメイド・パーク |
| 10月18日（火）                                                |       | 移動日                     | 移動日 | 移動日                     |                        | ブッシュ・スタジアムミニッツメイド・パーク |
| 10月19日（水）                                                | 第6戦 | ヒューストン・アストロズ   | 5－1   | セントルイス・カージナルス | ブッシュ・スタジアム   | ブッシュ・スタジアムミニッツメイド・パーク |
| 優勝：ヒューストン・アストロズ（4勝2敗 / 球団創設44年目で初） |       |                            |        |                            |                        | ブッシュ・スタジアムミニッツメイド・パーク |

### 第1戦 10月12日
- ブッシュ・スタジアム（ミズーリ州セントルイス）

|                            | 1 | 2 | 3 | 4 | 5 | 6 | 7 | 8 | 9 | R | H | E |
| -------------------------- | - | - | - | - | - | - | - | - | - | - | - | - |
| ヒューストン・アストロズ   | 0 | 0 | 0 | 0 | 0 | 0 | 2 | 0 | 1 | 3 | 7 | 0 |
| セントルイス・カージナルス | 2 | 1 | 0 | 0 | 2 | 0 | 0 | 0 | X | 5 | 8 | 1 |

1. 勝利：クリス・カーペンター（1勝）
2. セーブ：ジェイソン・イズリングハウゼン（1S）
3. 敗戦：アンディ・ペティット（1敗）
4. 本塁打
HOU：クリス・バーク1号2ラン
STL：レジー・サンダース1号2ラン
5. 審判
［球審］ティム・マクレランド
［塁審］一塁: グレッグ・ギブソン、二塁: ウォーリー・ベル、三塁: フィル・クッツィ
［外審］左翼: ラリー・ポンシーノ、右翼: ジェリー・デービス
6. 試合開始時刻: 中部夏時間（UTC-5）午後7時29分  試合時間: 2時間29分  観客: 5万2332人  気温: 68°F（20°C）
詳細: MLB.com Gameday / ESPN.com / Baseball-Reference.com / Fangraphs

| ヒューストン・アストロズ | ヒューストン・アストロズ | ヒューストン・アストロズ | ヒューストン・アストロズ | ヒューストン・アストロズ                                                                                   | セントルイス・カージナルス | セントルイス・カージナルス | セントルイス・カージナルス | セントルイス・カージナルス | セントルイス・カージナルス                                                                                              |
| ------------------------ | ------------------------ | ------------------------ | ------------------------ | --- | -------------------------- | -------------------------- | -------------------------- | -------------------------- | --- |
| 打順                     | 守備                     | 選手                     | 打席                     | A・ペティットB・オースマスM・ラムC・ビジオM・エンス · バーグA・エバレットL・バークマンW・タベラスJ・レーン | 打順                       | 守備                       | 選手                       | 打席                       | C・カーペンターY・モリーナA・プホルスM・グルジラネックA・ヌニェスD・エクスタインR・サンダースJ・エドモンズL・ウォーカー |
| 1                        | 二                       | C・ビジオ                | 右                       | A・ペティットB・オースマスM・ラムC・ビジオM・エンス · バーグA・エバレットL・バークマンW・タベラスJ・レーン | 1                          | 遊                         | D・エクスタイン            | 右                         | C・カーペンターY・モリーナA・プホルスM・グルジラネックA・ヌニェスD・エクスタインR・サンダースJ・エドモンズL・ウォーカー |
| 2                        | 中                       | W・タベラス              | 右                       | A・ペティットB・オースマスM・ラムC・ビジオM・エンス · バーグA・エバレットL・バークマンW・タベラスJ・レーン | 2                          | 中                         | J・エドモンズ              | 左                         | C・カーペンターY・モリーナA・プホルスM・グルジラネックA・ヌニェスD・エクスタインR・サンダースJ・エドモンズL・ウォーカー |
| 3                        | 左                       | L・バークマン            | 両                       | A・ペティットB・オースマスM・ラムC・ビジオM・エンス · バーグA・エバレットL・バークマンW・タベラスJ・レーン | 3                          | 一                         | A・プホルス                | 右                         | C・カーペンターY・モリーナA・プホルスM・グルジラネックA・ヌニェスD・エクスタインR・サンダースJ・エドモンズL・ウォーカー |
| 4                        | 三                       | M・エンスバーグ          | 右                       | A・ペティットB・オースマスM・ラムC・ビジオM・エンス · バーグA・エバレットL・バークマンW・タベラスJ・レーン | 4                          | 左                         | R・サンダース              | 右                         | C・カーペンターY・モリーナA・プホルスM・グルジラネックA・ヌニェスD・エクスタインR・サンダースJ・エドモンズL・ウォーカー |
| 5                        | 一                       | M・ラム                  | 左                       | A・ペティットB・オースマスM・ラムC・ビジオM・エンス · バーグA・エバレットL・バークマンW・タベラスJ・レーン | 5                          | 右                         | L・ウォーカー              | 左                         | C・カーペンターY・モリーナA・プホルスM・グルジラネックA・ヌニェスD・エクスタインR・サンダースJ・エドモンズL・ウォーカー |
| 6                        | 右                       | J・レーン                | 右                       | A・ペティットB・オースマスM・ラムC・ビジオM・エンス · バーグA・エバレットL・バークマンW・タベラスJ・レーン | 6                          | 二                         | M・グルジラネック          | 右                         | C・カーペンターY・モリーナA・プホルスM・グルジラネックA・ヌニェスD・エクスタインR・サンダースJ・エドモンズL・ウォーカー |
| 7                        | 遊                       | A・エバレット            | 右                       | A・ペティットB・オースマスM・ラムC・ビジオM・エンス · バーグA・エバレットL・バークマンW・タベラスJ・レーン | 7                          | 捕                         | Y・モリーナ                | 右                         | C・カーペンターY・モリーナA・プホルスM・グルジラネックA・ヌニェスD・エクスタインR・サンダースJ・エドモンズL・ウォーカー |
| 8                        | 捕                       | B・オースマス            | 右                       | A・ペティットB・オースマスM・ラムC・ビジオM・エンス · バーグA・エバレットL・バークマンW・タベラスJ・レーン | 8                          | 三                         | A・ヌニェス                | 両                         | C・カーペンターY・モリーナA・プホルスM・グルジラネックA・ヌニェスD・エクスタインR・サンダースJ・エドモンズL・ウォーカー |
| 9                        | 投                       | A・ペティット            | 左                       | A・ペティットB・オースマスM・ラムC・ビジオM・エンス · バーグA・エバレットL・バークマンW・タベラスJ・レーン | 9                          | 投                         | C・カーペンター            | 右                         | C・カーペンターY・モリーナA・プホルスM・グルジラネックA・ヌニェスD・エクスタインR・サンダースJ・エドモンズL・ウォーカー |
| 先発投手                 | 先発投手                 | 先発投手                 | 投球                     | A・ペティットB・オースマスM・ラムC・ビジオM・エンス · バーグA・エバレットL・バークマンW・タベラスJ・レーン | 先発投手                   | 先発投手                   | 先発投手                   | 投球                       | C・カーペンターY・モリーナA・プホルスM・グルジラネックA・ヌニェスD・エクスタインR・サンダースJ・エドモンズL・ウォーカー |
| A・ペティット            | A・ペティット            | A・ペティット            | 左                       | A・ペティットB・オースマスM・ラムC・ビジオM・エンス · バーグA・エバレットL・バークマンW・タベラスJ・レーン | C・カーペンター            | C・カーペンター            | C・カーペンター            | 右                         | C・カーペンターY・モリーナA・プホルスM・グルジラネックA・ヌニェスD・エクスタインR・サンダースJ・エドモンズL・ウォーカー |

### 第2戦 10月13日
- ブッシュ・スタジアム（ミズーリ州セントルイス）

|                            | 1 | 2 | 3 | 4 | 5 | 6 | 7 | 8 | 9 | R | H  | E |
| -------------------------- | - | - | - | - | - | - | - | - | - | - | -- | - |
| ヒューストン・アストロズ   | 0 | 1 | 0 | 0 | 1 | 0 | 0 | 2 | 0 | 4 | 11 | 1 |
| セントルイス・カージナルス | 0 | 0 | 0 | 0 | 0 | 1 | 0 | 0 | 0 | 1 | 6  | 0 |

1. 勝利：ロイ・オズワルト（1勝）
2. セーブ：ブラッド・リッジ（1S）
3. 敗戦：マーク・マルダー（1敗）
4. 本塁打
STL：アルバート・プホルス1号ソロ
5. 審判
［球審］グレッグ・ギブソン
［塁審］一塁: ウォーリー・ベル、二塁: フィル・クッツィ、三塁: ラリー・ポンシーノ
［外審］左翼: ジェリー・デービス、右翼: ティム・マクレランド
6. 試合開始時刻: 中部夏時間（UTC-5）午後7時29分  試合時間: 3時間3分  観客: 5万2358人  気温: 67°F（19.4°C）
詳細: MLB.com Gameday / ESPN.com / Baseball-Reference.com / Fangraphs

| ヒューストン・アストロズ | ヒューストン・アストロズ | ヒューストン・アストロズ | ヒューストン・アストロズ | ヒューストン・アストロズ                                                                                     | セントルイス・カージナルス | セントルイス・カージナルス | セントルイス・カージナルス | セントルイス・カージナルス | セントルイス・カージナルス                                                                                          |
| ------------------------ | ------------------------ | ------------------------ | ------------------------ | --- | -------------------------- | -------------------------- | -------------------------- | -------------------------- | --- |
| 打順                     | 守備                     | 選手                     | 打席                     | R・オズワルトB・オースマスL・バークマンC・ビジオM・エンス · バーグA・エバレットC・バークW・タベラスJ・レーン | 打順                       | 守備                       | 選手                       | 打席                       | M・マルダーY・モリーナA・プホルスM・グルジラネックA・ヌニェスD・エクスタインR・サンダースJ・エドモンズL・ウォーカー |
| 1                        | 二                       | C・ビジオ                | 右                       | R・オズワルトB・オースマスL・バークマンC・ビジオM・エンス · バーグA・エバレットC・バークW・タベラスJ・レーン | 1                          | 遊                         | D・エクスタイン            | 右                         | M・マルダーY・モリーナA・プホルスM・グルジラネックA・ヌニェスD・エクスタインR・サンダースJ・エドモンズL・ウォーカー |
| 2                        | 中                       | W・タベラス              | 右                       | R・オズワルトB・オースマスL・バークマンC・ビジオM・エンス · バーグA・エバレットC・バークW・タベラスJ・レーン | 2                          | 中                         | J・エドモンズ              | 左                         | M・マルダーY・モリーナA・プホルスM・グルジラネックA・ヌニェスD・エクスタインR・サンダースJ・エドモンズL・ウォーカー |
| 3                        | 一                       | L・バークマン            | 両                       | R・オズワルトB・オースマスL・バークマンC・ビジオM・エンス · バーグA・エバレットC・バークW・タベラスJ・レーン | 3                          | 一                         | A・プホルス                | 右                         | M・マルダーY・モリーナA・プホルスM・グルジラネックA・ヌニェスD・エクスタインR・サンダースJ・エドモンズL・ウォーカー |
| 4                        | 三                       | M・エンスバーグ          | 右                       | R・オズワルトB・オースマスL・バークマンC・ビジオM・エンス · バーグA・エバレットC・バークW・タベラスJ・レーン | 4                          | 右                         | L・ウォーカー              | 左                         | M・マルダーY・モリーナA・プホルスM・グルジラネックA・ヌニェスD・エクスタインR・サンダースJ・エドモンズL・ウォーカー |
| 5                        | 右                       | J・レーン                | 右                       | R・オズワルトB・オースマスL・バークマンC・ビジオM・エンス · バーグA・エバレットC・バークW・タベラスJ・レーン | 5                          | 左                         | R・サンダース              | 右                         | M・マルダーY・モリーナA・プホルスM・グルジラネックA・ヌニェスD・エクスタインR・サンダースJ・エドモンズL・ウォーカー |
| 6                        | 左                       | C・バーク                | 右                       | R・オズワルトB・オースマスL・バークマンC・ビジオM・エンス · バーグA・エバレットC・バークW・タベラスJ・レーン | 6                          | 二                         | M・グルジラネック          | 右                         | M・マルダーY・モリーナA・プホルスM・グルジラネックA・ヌニェスD・エクスタインR・サンダースJ・エドモンズL・ウォーカー |
| 7                        | 遊                       | A・エバレット            | 右                       | R・オズワルトB・オースマスL・バークマンC・ビジオM・エンス · バーグA・エバレットC・バークW・タベラスJ・レーン | 7                          | 三                         | A・ヌニェス                | 両                         | M・マルダーY・モリーナA・プホルスM・グルジラネックA・ヌニェスD・エクスタインR・サンダースJ・エドモンズL・ウォーカー |
| 8                        | 捕                       | B・オースマス            | 右                       | R・オズワルトB・オースマスL・バークマンC・ビジオM・エンス · バーグA・エバレットC・バークW・タベラスJ・レーン | 8                          | 捕                         | Y・モリーナ                | 右                         | M・マルダーY・モリーナA・プホルスM・グルジラネックA・ヌニェスD・エクスタインR・サンダースJ・エドモンズL・ウォーカー |
| 9                        | 投                       | R・オズワルト            | 右                       | R・オズワルトB・オースマスL・バークマンC・ビジオM・エンス · バーグA・エバレットC・バークW・タベラスJ・レーン | 9                          | 投                         | M・マルダー                | 左                         | M・マルダーY・モリーナA・プホルスM・グルジラネックA・ヌニェスD・エクスタインR・サンダースJ・エドモンズL・ウォーカー |
| 先発投手                 | 先発投手                 | 先発投手                 | 投球                     | R・オズワルトB・オースマスL・バークマンC・ビジオM・エンス · バーグA・エバレットC・バークW・タベラスJ・レーン | 先発投手                   | 先発投手                   | 先発投手                   | 投球                       | M・マルダーY・モリーナA・プホルスM・グルジラネックA・ヌニェスD・エクスタインR・サンダースJ・エドモンズL・ウォーカー |
| R・オズワルト            | R・オズワルト            | R・オズワルト            | 右                       | R・オズワルトB・オースマスL・バークマンC・ビジオM・エンス · バーグA・エバレットC・バークW・タベラスJ・レーン | M・マルダー                | M・マルダー                | M・マルダー                | 左                         | M・マルダーY・モリーナA・プホルスM・グルジラネックA・ヌニェスD・エクスタインR・サンダースJ・エドモンズL・ウォーカー |

### 第3戦 10月15日
- ミニッツメイド・パーク（テキサス州ヒューストン）

|                            | 1 | 2 | 3 | 4 | 5 | 6 | 7 | 8 | 9 | R | H  | E |
| -------------------------- | - | - | - | - | - | - | - | - | - | - | -- | - |
| セントルイス・カージナルス | 0 | 0 | 0 | 0 | 1 | 1 | 0 | 0 | 1 | 3 | 7  | 1 |
| ヒューストン・アストロズ   | 0 | 0 | 0 | 2 | 0 | 2 | 0 | 0 | X | 4 | 11 | 0 |

1. 勝利：ロジャー・クレメンス（1勝）
2. セーブ：ブラッド・リッジ（2S）
3. 敗戦：マット・モリス（1敗）
4. 本塁打
HOU：マイク・ラム1号2ラン
5. 審判
［球審］ウォーリー・ベル
［塁審］一塁: フィル・クッツィ、二塁: ラリー・ポンシーノ、三塁: ジェリー・デービス
［外審］左翼: ティム・マクレランド、右翼: グレッグ・ギブソン
6. 試合開始時刻: 中部夏時間（UTC-5）午後3時30分  試合時間: 3時間0分  観客: 4万2823人  気温: 72°F（22.2°C）
詳細: MLB.com Gameday / ESPN.com / Baseball-Reference.com / Fangraphs

| セントルイス・カージナルス | セントルイス・カージナルス | セントルイス・カージナルス | セントルイス・カージナルス | セントルイス・カージナルス                                                                                 | ヒューストン・アストロズ | ヒューストン・アストロズ | ヒューストン・アストロズ | ヒューストン・アストロズ | ヒューストン・アストロズ                                                                                 |
| -------------------------- | -------------------------- | -------------------------- | -------------------------- | --- | ------------------------ | ------------------------ | ------------------------ | ------------------------ | --- |
| 打順                       | 守備                       | 選手                       | 打席                       | M・モリスY・モリーナA・プホルスM・グルジラネックA・ヌニェスD・エクスタイン田口壮J・エドモンズL・ウォーカー | 打順                     | 守備                     | 選手                     | 打席                     | R・クレメンスB・オースマスM・ラムC・ビジオM・エンス · バーグA・エバレットL・バークマンC・バークJ・レーン |
| 1                          | 遊                         | D・エクスタイン            | 右                         | M・モリスY・モリーナA・プホルスM・グルジラネックA・ヌニェスD・エクスタイン田口壮J・エドモンズL・ウォーカー | 1                        | 二                       | C・ビジオ                | 右                       | R・クレメンスB・オースマスM・ラムC・ビジオM・エンス · バーグA・エバレットL・バークマンC・バークJ・レーン |
| 2                          | 左                         | 田口壮                     | 右                         | M・モリスY・モリーナA・プホルスM・グルジラネックA・ヌニェスD・エクスタイン田口壮J・エドモンズL・ウォーカー | 2                        | 中                       | C・バーク                | 右                       | R・クレメンスB・オースマスM・ラムC・ビジオM・エンス · バーグA・エバレットL・バークマンC・バークJ・レーン |
| 3                          | 一                         | A・プホルス                | 右                         | M・モリスY・モリーナA・プホルスM・グルジラネックA・ヌニェスD・エクスタイン田口壮J・エドモンズL・ウォーカー | 3                        | 左                       | L・バークマン            | 両                       | R・クレメンスB・オースマスM・ラムC・ビジオM・エンス · バーグA・エバレットL・バークマンC・バークJ・レーン |
| 4                          | 中                         | J・エドモンズ              | 左                         | M・モリスY・モリーナA・プホルスM・グルジラネックA・ヌニェスD・エクスタイン田口壮J・エドモンズL・ウォーカー | 4                        | 三                       | M・エンスバーグ          | 右                       | R・クレメンスB・オースマスM・ラムC・ビジオM・エンス · バーグA・エバレットL・バークマンC・バークJ・レーン |
| 5                          | 右                         | L・ウォーカー              | 左                         | M・モリスY・モリーナA・プホルスM・グルジラネックA・ヌニェスD・エクスタイン田口壮J・エドモンズL・ウォーカー | 5                        | 一                       | M・ラム                  | 左                       | R・クレメンスB・オースマスM・ラムC・ビジオM・エンス · バーグA・エバレットL・バークマンC・バークJ・レーン |
| 6                          | 二                         | M・グルジラネック          | 右                         | M・モリスY・モリーナA・プホルスM・グルジラネックA・ヌニェスD・エクスタイン田口壮J・エドモンズL・ウォーカー | 6                        | 右                       | J・レーン                | 右                       | R・クレメンスB・オースマスM・ラムC・ビジオM・エンス · バーグA・エバレットL・バークマンC・バークJ・レーン |
| 7                          | 捕                         | Y・モリーナ                | 右                         | M・モリスY・モリーナA・プホルスM・グルジラネックA・ヌニェスD・エクスタイン田口壮J・エドモンズL・ウォーカー | 7                        | 捕                       | B・オースマス            | 右                       | R・クレメンスB・オースマスM・ラムC・ビジオM・エンス · バーグA・エバレットL・バークマンC・バークJ・レーン |
| 8                          | 三                         | A・ヌニェス                | 両                         | M・モリスY・モリーナA・プホルスM・グルジラネックA・ヌニェスD・エクスタイン田口壮J・エドモンズL・ウォーカー | 8                        | 遊                       | A・エバレット            | 右                       | R・クレメンスB・オースマスM・ラムC・ビジオM・エンス · バーグA・エバレットL・バークマンC・バークJ・レーン |
| 9                          | 投                         | M・モリス                  | 右                         | M・モリスY・モリーナA・プホルスM・グルジラネックA・ヌニェスD・エクスタイン田口壮J・エドモンズL・ウォーカー | 9                        | 投                       | R・クレメンス            | 右                       | R・クレメンスB・オースマスM・ラムC・ビジオM・エンス · バーグA・エバレットL・バークマンC・バークJ・レーン |
| 先発投手                   | 先発投手                   | 先発投手                   | 投球                       | M・モリスY・モリーナA・プホルスM・グルジラネックA・ヌニェスD・エクスタイン田口壮J・エドモンズL・ウォーカー | 先発投手                 | 先発投手                 | 先発投手                 | 投球                     | R・クレメンスB・オースマスM・ラムC・ビジオM・エンス · バーグA・エバレットL・バークマンC・バークJ・レーン |
| M・モリス                  | M・モリス                  | M・モリス                  | 右                         | M・モリスY・モリーナA・プホルスM・グルジラネックA・ヌニェスD・エクスタイン田口壮J・エドモンズL・ウォーカー | R・クレメンス            | R・クレメンス            | R・クレメンス            | 右                       | R・クレメンスB・オースマスM・ラムC・ビジオM・エンス · バーグA・エバレットL・バークマンC・バークJ・レーン |

### 第4戦 10月16日
- ミニッツメイド・パーク（テキサス州ヒューストン）

|                            | 1 | 2 | 3 | 4 | 5 | 6 | 7 | 8 | 9 | R | H | E |
| -------------------------- | - | - | - | - | - | - | - | - | - | - | - | - |
| セントルイス・カージナルス | 0 | 0 | 0 | 1 | 0 | 0 | 0 | 0 | 0 | 1 | 5 | 1 |
| ヒューストン・アストロズ   | 0 | 0 | 0 | 1 | 0 | 0 | 1 | 0 | X | 2 | 6 | 0 |

1. 勝利：チャド・クオルズ（1勝）
2. セーブ：ブラッド・リッジ（3S）
3. 敗戦：ジェイソン・マーキー（1敗）
4. 本塁打
HOU：ジェイソン・レーン1号ソロ
5. 審判
［球審］フィル・クッツィ
［塁審］一塁: ラリー・ポンシーノ、二塁: ジェリー・デービス、三塁: ティム・マクレランド
［外審］左翼: グレッグ・ギブソン、右翼: ウォーリー・ベル
6. 試合開始時刻: 中部夏時間（UTC-5）午後3時46分  試合時間: 3時間11分  観客: 4万3010人  気温: 72°F（22.2°C）
詳細: MLB.com Gameday / ESPN.com / Baseball-Reference.com / Fangraphs

| セントルイス・カージナルス | セントルイス・カージナルス | セントルイス・カージナルス | セントルイス・カージナルス | セントルイス・カージナルス                                                                                            | ヒューストン・アストロズ | ヒューストン・アストロズ | ヒューストン・アストロズ | ヒューストン・アストロズ | ヒューストン・アストロズ                                                                               |
| -------------------------- | -------------------------- | -------------------------- | -------------------------- | --- | ------------------------ | ------------------------ | ------------------------ | ------------------------ | --- |
| 打順                       | 守備                       | 選手                       | 打席                       | J・スーパンY・モリーナA・プホルスM・グルジラネックJ・メイブリーD・エクスタインR・サンダースJ・エドモンズL・ウォーカー | 打順                     | 守備                     | 選手                     | 打席                     | B・バッキーB・オースマスM・ラムC・ビジオM・エンス · バーグA・エバレットL・バークマンC・バークJ・レーン |
| 1                          | 遊                         | D・エクスタイン            | 右                         | J・スーパンY・モリーナA・プホルスM・グルジラネックJ・メイブリーD・エクスタインR・サンダースJ・エドモンズL・ウォーカー | 1                        | 二                       | C・ビジオ                | 右                       | B・バッキーB・オースマスM・ラムC・ビジオM・エンス · バーグA・エバレットL・バークマンC・バークJ・レーン |
| 2                          | 中                         | J・エドモンズ              | 左                         | J・スーパンY・モリーナA・プホルスM・グルジラネックJ・メイブリーD・エクスタインR・サンダースJ・エドモンズL・ウォーカー | 2                        | 中                       | C・バーク                | 右                       | B・バッキーB・オースマスM・ラムC・ビジオM・エンス · バーグA・エバレットL・バークマンC・バークJ・レーン |
| 3                          | 一                         | A・プホルス                | 右                         | J・スーパンY・モリーナA・プホルスM・グルジラネックJ・メイブリーD・エクスタインR・サンダースJ・エドモンズL・ウォーカー | 3                        | 左                       | L・バークマン            | 両                       | B・バッキーB・オースマスM・ラムC・ビジオM・エンス · バーグA・エバレットL・バークマンC・バークJ・レーン |
| 4                          | 右                         | L・ウォーカー              | 左                         | J・スーパンY・モリーナA・プホルスM・グルジラネックJ・メイブリーD・エクスタインR・サンダースJ・エドモンズL・ウォーカー | 4                        | 三                       | M・エンスバーグ          | 右                       | B・バッキーB・オースマスM・ラムC・ビジオM・エンス · バーグA・エバレットL・バークマンC・バークJ・レーン |
| 5                          | 左                         | R・サンダース              | 右                         | J・スーパンY・モリーナA・プホルスM・グルジラネックJ・メイブリーD・エクスタインR・サンダースJ・エドモンズL・ウォーカー | 5                        | 一                       | M・ラム                  | 左                       | B・バッキーB・オースマスM・ラムC・ビジオM・エンス · バーグA・エバレットL・バークマンC・バークJ・レーン |
| 6                          | 三                         | J・メイブリー              | 左                         | J・スーパンY・モリーナA・プホルスM・グルジラネックJ・メイブリーD・エクスタインR・サンダースJ・エドモンズL・ウォーカー | 6                        | 右                       | J・レーン                | 右                       | B・バッキーB・オースマスM・ラムC・ビジオM・エンス · バーグA・エバレットL・バークマンC・バークJ・レーン |
| 7                          | 捕                         | Y・モリーナ                | 右                         | J・スーパンY・モリーナA・プホルスM・グルジラネックJ・メイブリーD・エクスタインR・サンダースJ・エドモンズL・ウォーカー | 7                        | 捕                       | B・オースマス            | 右                       | B・バッキーB・オースマスM・ラムC・ビジオM・エンス · バーグA・エバレットL・バークマンC・バークJ・レーン |
| 8                          | 二                         | M・グルジラネック          | 右                         | J・スーパンY・モリーナA・プホルスM・グルジラネックJ・メイブリーD・エクスタインR・サンダースJ・エドモンズL・ウォーカー | 8                        | 遊                       | A・エバレット            | 右                       | B・バッキーB・オースマスM・ラムC・ビジオM・エンス · バーグA・エバレットL・バークマンC・バークJ・レーン |
| 9                          | 投                         | J・スーパン                | 右                         | J・スーパンY・モリーナA・プホルスM・グルジラネックJ・メイブリーD・エクスタインR・サンダースJ・エドモンズL・ウォーカー | 9                        | 投                       | B・バッキー              | 右                       | B・バッキーB・オースマスM・ラムC・ビジオM・エンス · バーグA・エバレットL・バークマンC・バークJ・レーン |
| 先発投手                   | 先発投手                   | 先発投手                   | 投球                       | J・スーパンY・モリーナA・プホルスM・グルジラネックJ・メイブリーD・エクスタインR・サンダースJ・エドモンズL・ウォーカー | 先発投手                 | 先発投手                 | 先発投手                 | 投球                     | B・バッキーB・オースマスM・ラムC・ビジオM・エンス · バーグA・エバレットL・バークマンC・バークJ・レーン |
| J・スーパン                | J・スーパン                | J・スーパン                | 右                         | J・スーパンY・モリーナA・プホルスM・グルジラネックJ・メイブリーD・エクスタインR・サンダースJ・エドモンズL・ウォーカー | B・バッキー              | B・バッキー              | B・バッキー              | 右                       | B・バッキーB・オースマスM・ラムC・ビジオM・エンス · バーグA・エバレットL・バークマンC・バークJ・レーン |

### 第5戦 10月17日
- ミニッツメイド・パーク（テキサス州ヒューストン）

|                            | 1 | 2 | 3 | 4 | 5 | 6 | 7 | 8 | 9 | R | H | E |
| -------------------------- | - | - | - | - | - | - | - | - | - | - | - | - |
| セントルイス・カージナルス | 0 | 0 | 2 | 0 | 0 | 0 | 0 | 0 | 3 | 5 | 9 | 1 |
| ヒューストン・アストロズ   | 0 | 1 | 0 | 0 | 0 | 0 | 3 | 0 | 0 | 4 | 9 | 2 |

1. 勝利：ジェイソン・イズリングハウゼン（1勝1S）
2. 敗戦：ブラッド・リッジ（1敗3S）
3. 本塁打
STL：アルバート・プホルス2号3ラン
HOU：ランス・バークマン1号3ラン
4. 審判
［球審］ラリー・ポンシーノ
［塁審］一塁: ジェリー・デービス、二塁: ティム・マクレランド、三塁: グレッグ・ギブソン
［外審］左翼: ウォーリー・ベル、右翼: フィル・クッツィ
5. 試合開始時刻: 中部夏時間（UTC-5）午後7時28分  試合時間: 3時間19分  観客: 4万3470人  気温: 72°F（22.2°C）
詳細: MLB.com Gameday / ESPN.com / Baseball-Reference.com / Fangraphs

| セントルイス・カージナルス | セントルイス・カージナルス | セントルイス・カージナルス | セントルイス・カージナルス | セントルイス・カージナルス                                                                                          | ヒューストン・アストロズ | ヒューストン・アストロズ | ヒューストン・アストロズ | ヒューストン・アストロズ | ヒューストン・アストロズ                                                                                 |
| -------------------------- | -------------------------- | -------------------------- | -------------------------- | --- | ------------------------ | ------------------------ | ------------------------ | ------------------------ | --- |
| 打順                       | 守備                       | 選手                       | 打席                       | C・カーペンターY・モリーナA・プホルスM・グルジラネックH・ルナD・エクスタインR・サンダースJ・エドモンズL・ウォーカー | 打順                     | 守備                     | 選手                     | 打席                     | A・ペティットB・オースマスM・ラムC・ビジオM・エンス · バーグA・エバレットL・バークマンC・バークJ・レーン |
| 1                          | 遊                         | D・エクスタイン            | 右                         | C・カーペンターY・モリーナA・プホルスM・グルジラネックH・ルナD・エクスタインR・サンダースJ・エドモンズL・ウォーカー | 1                        | 二                       | C・ビジオ                | 右                       | A・ペティットB・オースマスM・ラムC・ビジオM・エンス · バーグA・エバレットL・バークマンC・バークJ・レーン |
| 2                          | 中                         | J・エドモンズ              | 左                         | C・カーペンターY・モリーナA・プホルスM・グルジラネックH・ルナD・エクスタインR・サンダースJ・エドモンズL・ウォーカー | 2                        | 中                       | C・バーク                | 右                       | A・ペティットB・オースマスM・ラムC・ビジオM・エンス · バーグA・エバレットL・バークマンC・バークJ・レーン |
| 3                          | 一                         | A・プホルス                | 右                         | C・カーペンターY・モリーナA・プホルスM・グルジラネックH・ルナD・エクスタインR・サンダースJ・エドモンズL・ウォーカー | 3                        | 左                       | L・バークマン            | 両                       | A・ペティットB・オースマスM・ラムC・ビジオM・エンス · バーグA・エバレットL・バークマンC・バークJ・レーン |
| 4                          | 左                         | R・サンダース              | 右                         | C・カーペンターY・モリーナA・プホルスM・グルジラネックH・ルナD・エクスタインR・サンダースJ・エドモンズL・ウォーカー | 4                        | 三                       | M・エンスバーグ          | 右                       | A・ペティットB・オースマスM・ラムC・ビジオM・エンス · バーグA・エバレットL・バークマンC・バークJ・レーン |
| 5                          | 右                         | L・ウォーカー              | 左                         | C・カーペンターY・モリーナA・プホルスM・グルジラネックH・ルナD・エクスタインR・サンダースJ・エドモンズL・ウォーカー | 5                        | 一                       | M・ラム                  | 左                       | A・ペティットB・オースマスM・ラムC・ビジオM・エンス · バーグA・エバレットL・バークマンC・バークJ・レーン |
| 6                          | 二                         | M・グルジラネック          | 右                         | C・カーペンターY・モリーナA・プホルスM・グルジラネックH・ルナD・エクスタインR・サンダースJ・エドモンズL・ウォーカー | 6                        | 右                       | J・レーン                | 右                       | A・ペティットB・オースマスM・ラムC・ビジオM・エンス · バーグA・エバレットL・バークマンC・バークJ・レーン |
| 7                          | 捕                         | Y・モリーナ                | 右                         | C・カーペンターY・モリーナA・プホルスM・グルジラネックH・ルナD・エクスタインR・サンダースJ・エドモンズL・ウォーカー | 7                        | 捕                       | B・オースマス            | 右                       | A・ペティットB・オースマスM・ラムC・ビジオM・エンス · バーグA・エバレットL・バークマンC・バークJ・レーン |
| 8                          | 三                         | H・ルナ                    | 右                         | C・カーペンターY・モリーナA・プホルスM・グルジラネックH・ルナD・エクスタインR・サンダースJ・エドモンズL・ウォーカー | 8                        | 遊                       | A・エバレット            | 右                       | A・ペティットB・オースマスM・ラムC・ビジオM・エンス · バーグA・エバレットL・バークマンC・バークJ・レーン |
| 9                          | 投                         | C・カーペンター            | 右                         | C・カーペンターY・モリーナA・プホルスM・グルジラネックH・ルナD・エクスタインR・サンダースJ・エドモンズL・ウォーカー | 9                        | 投                       | A・ペティット            | 左                       | A・ペティットB・オースマスM・ラムC・ビジオM・エンス · バーグA・エバレットL・バークマンC・バークJ・レーン |
| 先発投手                   | 先発投手                   | 先発投手                   | 投球                       | C・カーペンターY・モリーナA・プホルスM・グルジラネックH・ルナD・エクスタインR・サンダースJ・エドモンズL・ウォーカー | 先発投手                 | 先発投手                 | 先発投手                 | 投球                     | A・ペティットB・オースマスM・ラムC・ビジオM・エンス · バーグA・エバレットL・バークマンC・バークJ・レーン |
| C・カーペンター            | C・カーペンター            | C・カーペンター            | 右                         | C・カーペンターY・モリーナA・プホルスM・グルジラネックH・ルナD・エクスタインR・サンダースJ・エドモンズL・ウォーカー | A・ペティット            | A・ペティット            | A・ペティット            | 左                       | A・ペティットB・オースマスM・ラムC・ビジオM・エンス · バーグA・エバレットL・バークマンC・バークJ・レーン |

### 第6戦 10月19日
- ブッシュ・スタジアム（ミズーリ州セントルイス）

|                            | 1 | 2 | 3 | 4 | 5 | 6 | 7 | 8 | 9 | R | H  | E |
| -------------------------- | - | - | - | - | - | - | - | - | - | - | -- | - |
| ヒューストン・アストロズ   | 0 | 0 | 2 | 1 | 0 | 1 | 1 | 0 | 0 | 5 | 11 | 0 |
| セントルイス・カージナルス | 0 | 0 | 0 | 0 | 1 | 0 | 0 | 0 | 0 | 1 | 4  | 1 |

1. 勝利：ロイ・オズワルト（2勝）
2. 敗戦：マーク・マルダー（2敗）
3. 本塁打
HOU：ジェイソン・レーン2号ソロ
4. 審判
［球審］ジェリー・デービス
［塁審］一塁: ティム・マクレランド、二塁: グレッグ・ギブソン、三塁: ウォーリー・ベル
［外審］左翼: フィル・クッツィ、右翼: ラリー・ポンシーノ
5. 試合開始時刻: 中部夏時間（UTC-5）午後7時29分  試合時間: 2時間53分  観客: 5万2438人  気温: 72°F（22.2°C）
詳細: MLB.com Gameday / ESPN.com / Baseball-Reference.com / Fangraphs

| ヒューストン・アストロズ | ヒューストン・アストロズ | ヒューストン・アストロズ | ヒューストン・アストロズ | ヒューストン・アストロズ                                                                                     | セントルイス・カージナルス | セントルイス・カージナルス | セントルイス・カージナルス | セントルイス・カージナルス | セントルイス・カージナルス                                                                                          |
| ------------------------ | ------------------------ | ------------------------ | ------------------------ | --- | -------------------------- | -------------------------- | -------------------------- | -------------------------- | --- |
| 打順                     | 守備                     | 選手                     | 打席                     | R・オズワルトB・オースマスL・バークマンC・ビジオM・エンス · バーグA・エバレットC・バークW・タベラスJ・レーン | 打順                       | 守備                       | 選手                       | 打席                       | M・マルダーY・モリーナA・プホルスM・グルジラネックA・ヌニェスD・エクスタインR・サンダースJ・エドモンズL・ウォーカー |
| 1                        | 二                       | C・ビジオ                | 右                       | R・オズワルトB・オースマスL・バークマンC・ビジオM・エンス · バーグA・エバレットC・バークW・タベラスJ・レーン | 1                          | 遊                         | D・エクスタイン            | 右                         | M・マルダーY・モリーナA・プホルスM・グルジラネックA・ヌニェスD・エクスタインR・サンダースJ・エドモンズL・ウォーカー |
| 2                        | 中                       | W・タベラス              | 右                       | R・オズワルトB・オースマスL・バークマンC・ビジオM・エンス · バーグA・エバレットC・バークW・タベラスJ・レーン | 2                          | 中                         | J・エドモンズ              | 左                         | M・マルダーY・モリーナA・プホルスM・グルジラネックA・ヌニェスD・エクスタインR・サンダースJ・エドモンズL・ウォーカー |
| 3                        | 一                       | L・バークマン            | 両                       | R・オズワルトB・オースマスL・バークマンC・ビジオM・エンス · バーグA・エバレットC・バークW・タベラスJ・レーン | 3                          | 一                         | A・プホルス                | 右                         | M・マルダーY・モリーナA・プホルスM・グルジラネックA・ヌニェスD・エクスタインR・サンダースJ・エドモンズL・ウォーカー |
| 4                        | 三                       | M・エンスバーグ          | 右                       | R・オズワルトB・オースマスL・バークマンC・ビジオM・エンス · バーグA・エバレットC・バークW・タベラスJ・レーン | 4                          | 右                         | L・ウォーカー              | 左                         | M・マルダーY・モリーナA・プホルスM・グルジラネックA・ヌニェスD・エクスタインR・サンダースJ・エドモンズL・ウォーカー |
| 5                        | 右                       | J・レーン                | 右                       | R・オズワルトB・オースマスL・バークマンC・ビジオM・エンス · バーグA・エバレットC・バークW・タベラスJ・レーン | 5                          | 左                         | R・サンダース              | 右                         | M・マルダーY・モリーナA・プホルスM・グルジラネックA・ヌニェスD・エクスタインR・サンダースJ・エドモンズL・ウォーカー |
| 6                        | 左                       | C・バーク                | 左                       | R・オズワルトB・オースマスL・バークマンC・ビジオM・エンス · バーグA・エバレットC・バークW・タベラスJ・レーン | 6                          | 二                         | M・グルジラネック          | 右                         | M・マルダーY・モリーナA・プホルスM・グルジラネックA・ヌニェスD・エクスタインR・サンダースJ・エドモンズL・ウォーカー |
| 7                        | 捕                       | B・オースマス            | 右                       | R・オズワルトB・オースマスL・バークマンC・ビジオM・エンス · バーグA・エバレットC・バークW・タベラスJ・レーン | 7                          | 捕                         | Y・モリーナ                | 右                         | M・マルダーY・モリーナA・プホルスM・グルジラネックA・ヌニェスD・エクスタインR・サンダースJ・エドモンズL・ウォーカー |
| 8                        | 遊                       | A・エバレット            | 右                       | R・オズワルトB・オースマスL・バークマンC・ビジオM・エンス · バーグA・エバレットC・バークW・タベラスJ・レーン | 8                          | 三                         | A・ヌニェス                | 両                         | M・マルダーY・モリーナA・プホルスM・グルジラネックA・ヌニェスD・エクスタインR・サンダースJ・エドモンズL・ウォーカー |
| 9                        | 投                       | R・オズワルト            | 右                       | R・オズワルトB・オースマスL・バークマンC・ビジオM・エンス · バーグA・エバレットC・バークW・タベラスJ・レーン | 9                          | 投                         | M・マルダー                | 左                         | M・マルダーY・モリーナA・プホルスM・グルジラネックA・ヌニェスD・エクスタインR・サンダースJ・エドモンズL・ウォーカー |
| 先発投手                 | 先発投手                 | 先発投手                 | 投球                     | R・オズワルトB・オースマスL・バークマンC・ビジオM・エンス · バーグA・エバレットC・バークW・タベラスJ・レーン | 先発投手                   | 先発投手                   | 先発投手                   | 投球                       | M・マルダーY・モリーナA・プホルスM・グルジラネックA・ヌニェスD・エクスタインR・サンダースJ・エドモンズL・ウォーカー |
| R・オズワルト            | R・オズワルト            | R・オズワルト            | 右                       | R・オズワルトB・オースマスL・バークマンC・ビジオM・エンス · バーグA・エバレットC・バークW・タベラスJ・レーン | M・マルダー                | M・マルダー                | M・マルダー                | 左                         | M・マルダーY・モリーナA・プホルスM・グルジラネックA・ヌニェスD・エクスタインR・サンダースJ・エドモンズL・ウォーカー |